# 陳豪 (1954年)
陈豪（1954年2月—），男，汉族，江苏海门人，中华人民共和国政治人物。华东师范大学研究生进修班毕业，中欧国际工商学院工商管理硕士，经济师。曾长期在中共上海市委机关和基层党务部门工作，官至上海市人大常委会副主任、市总工会主席；后又担任中华全国总工会副主席、党组书记，书记处第一书记，云南省人民政府省长，中共云南省委书记、云南省人大常委会主任。现任第十九届中共中央委员、全国人大民族委员会副主任委员。

## 经历
陈豪1976年6月加入中国共产党。1977年4月参加工作，任职于家乡海门县临江公社工作；先后担任广播站新闻干事、公社政工员。
1979年，调上海市静安区果品公司；1980年，开始在静安区业余大学学习；1983年，进入中共上海市静安区委组织部工作，开启仕途。在区委组织部工作的13年中，陈豪从普通科级干部做起，历任副科长、科长、副部长、部长；1993年，任区委常委、兼组织部部长；1996年，升任静安区委副书记。在此期间，曾于1989年至1991年间，在华东师范大学攻读世界经济专业研究生课程。1997年，陈豪出任中共上海市委副秘书长；1999年起，兼任市委办公厅主任；历经黄菊、陈良宇两任市委书记；2003年，转任上海市人大常委会副主任、兼市总工会主席。2008年10月17日，中华全国总工会十五大在北京开幕，大会选举他出任主席团委员。
2011年1月，陈豪当选中华全国总工会副主席、书记处书记、党组副书记。2013年10月20日，中国工会第十六次全国代表大会在北京召开，选举产生284名执行委员和执行委员会。10月21日，中华全国总工会第十六届执行委员会第一次全体会议选举他出任副主席、党组书记、书记处第一书记。
2014年10月14日，中共中央宣布，任命陈豪为中共云南省委副书记；10月17日，云南省人大常委会决定任命陈豪为云南省人民政府代理省长；2015年1月，在云南省第十二届人大第三次会议上，正式当选云南省省长。2016年8月28日，升任中共云南省委书记。2017年1月，當選雲南省人大常委會主任。2018年2月24日，当选为第十三届全国人大代表。2020年11月20日，不再担任中共云南省委书记。11月25日，辞去云南省人大常委会主任职务。2020年12月，任全国人大民族委员会副主任委员。